# Derby de Tokyo
La rivalité entre le FC Tokyo et le Tokyo Verdy, appelée également derby de Tokyo, oppose les deux principaux clubs de football de la ville de Tokyo, au Japon. Les deux clubs évoluent à l'Ajinomoto Stadium.

## Liste de rencontres
| Date            | Rencontre        | Score | Compétition       |
| --------------- | ---------------- | ----- | ----------------- |
| 12 avril 2008   | Verdy - FC Tokyo | 1 - 2 | Japan League 1    |
| 25 mai 2008     | FC Tokyo - Verdy | 3 - 0 | Coupe de la Ligue |
| 8 juin 2008     | Verdy - FC Tokyo | 2 - 4 | Coupe de la Ligue |
| 23 août 2008    | FC Tokyo - Verdy | 1 - 2 | Japan League 1    |
| 4 mai 2011      | Verdy - FC Tokyo | 0 - 0 | Japan League 2    |
| 30 octobre 2011 | FC Tokyo - Verdy | 1 - 1 | Japan League 2    |

## Statistiques
| Compétition             | Matchs joués | Victoires FC Tokyo | Matchs nuls | Victoires Verdy | Buts FC Tokyo | Buts Verdy |
| ----------------------- | ------------ | ------------------ | ----------- | --------------- | ------------- | ---------- |
| Championnat du Japon D1 | 2            | 1                  | 0           | 1               | 3             | 3          |
| Championnat du Japon D2 | 2            | 0                  | 2           | 0               | 1             | 1          |
| Coupe de l'Empereur     | 0            | 0                  | 0           | 0               | 0             | 0          |
| Coupe de la Ligue       | 2            | 2                  | 0           | 0               | 7             | 2          |
| Ligue des champions     | 0            | 0                  | 0           | 0               | 0             | 0          |
| Supercoupe du Japon     | 0            | 0                  | 0           | 0               | 0             | 0          |
| Total matchs officiels  | 6            | 3                  | 2           | 1               | 11            | 6          |